# Messe de Paul VI
 (octobre 2021).
 (octobre 2021).

Carte de prédominance des rites latins (et de l'Église catholique) ou des rites orientaux (et des églises orthodoxes) par pays
rites latins
rites orientaux

La messe de Paul VI, ou messe paulinienne, parfois appelée messe de Vatican II, « nouvelle messe » ou « Novus Ordo », est une des formes de la liturgie de l'Église catholique. Elle est célébrée selon les éditions 1970, 1975 et 2002 du Missel romain. C'est actuellement le rite officiel de l'Église catholique depuis le concile Vatican II.
En publiant en 1970 sa nouvelle édition du Missale Romanum, Paul VI a, avec le Consilium, mis en œuvre la révision du rite romain demandée par la constitution Sacrosanctum Concilium du concile Vatican II, travail poursuivi par ses successeurs. Certains d'entre eux, notamment Jean-Paul II, y ont introduit des changements.
Cette messe a été appelée par le pape Benoît XVI en 2007 la « forme ordinaire du rite romain », au côté de ce qu'il nommait la « forme extraordinaire du rite romain » dans son motu proprio Summorum Pontificum. Au contraire, son successeur le pape François indique en 2017 que la réforme liturgique issue du concile Vatican II est irréversible. En 2019, devant la Congrégation pour le culte divin et la discipline des sacrements, il met en garde contre les « polarisations idéologiques stériles » en matière de liturgie. Enfin, en 2021, le pape François abroge Summorum Pontificum et proclame qu'il n'existe qu'une seule forme du rite romain, celle de Paul VI et de Jean-Paul II (Traditionis custodes).

## Histoire

### Nom et statut
Benoît XVI a appelé cette messe la « forme ordinaire » du rite romain de la messe, qu'il distinguait de la « forme extraordinaire » représentée par l'édition de Jean XXIII (1962) du Missel romain. Le pape François indique dans Traditionis custodes : « Les livres liturgiques promulgués par les saints pontifes Paul VI et Jean-Paul II, conformément aux décrets du concile Vatican II, sont la seule expression de la lex orandi [règle de prière] du rite romain. ».
Benoît XVI, comme son successeur, a précisé que le Missel contenant la messe qu'il nomme « forme ordinaire » n'était pas de Paul VI seul, étant « le Missel publié par Paul VI et réédité ensuite à deux reprises par Jean-Paul II ».
L'expression Novus Ordo (Nouvel Ordre ou Nouvel Ordinaire) marque la différence entre cette messe et celle de 1962, ou Vetus Ordo (Ancien Ordre).

### Le rite romain rénové

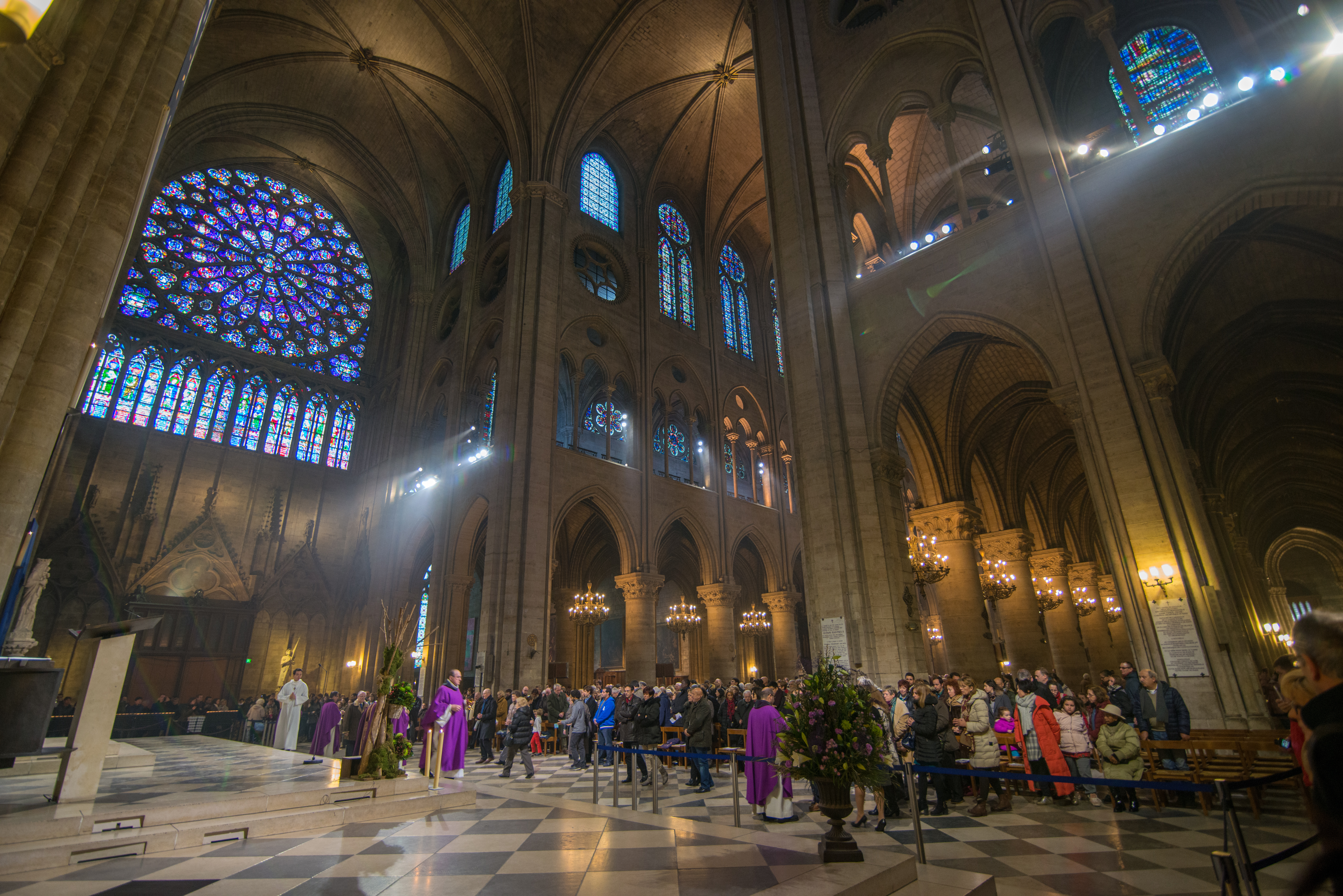
Messe en la cathédrale Notre-Dame de Paris, 2014.

La constitution Sacrosanctum Concilium du concile Vatican II demandait une révision du rite romain. Son article 36 dispose que « l'usage de la langue latine, sauf droit particulier, sera conservé dans les rites latins » et ajoute : « Toutefois, soit dans la Messe, soit dans l'administration des sacrements, soit dans les autres parties de la liturgie, l'emploi de la langue du pays peut être souvent très utile pour le peuple : on pourra donc lui accorder une plus large place, surtout dans les lectures et les monitions, dans un certain nombre de prières et de chants ».
La mise en oeuvre de la révision demandée par Sacrosantum Concilium est confiée au Consilium ad exsequendam Constitutionem de Sacra Liturgia (1964-1970).
La Congrégation des rites promulgua un missel révisé, à la suite de la constitution apostolique Missale romanum du 3 avril 1969. Cette révision est entrée en vigueur à partir du 30 novembre 1969 pour la langue latine et, pour les autres langues, à partir de la parution des versions respectives. Ce missel fut imprimé en 1970 : c'était la première édition à s'intituler « Missel romain restauré par décret du sacro-saint concile œcuménique Vatican II » (Missale romanum ex decreto sancrosancti oecumenici Concilii Vaticani II instauratum). Les précédentes avaient pour titre « Missel romain restauré par décret du sacro-saint concile de Trente » (Missale romanum ex decreto sacrosancti Concilii tridentini restitutum).
Cependant, l'unité liturgique voulue par Vatican II n'est pas synonyme d'uniformité rituelle (Sacrosanctum Concilium no 4). Le missel ainsi révisé est celui du rite romain, qui est le plus largement employé dans l'Église latine, et ne concerne pas les autres rites (notamment les rites monastiques et les rites locaux).

### Principales réformes

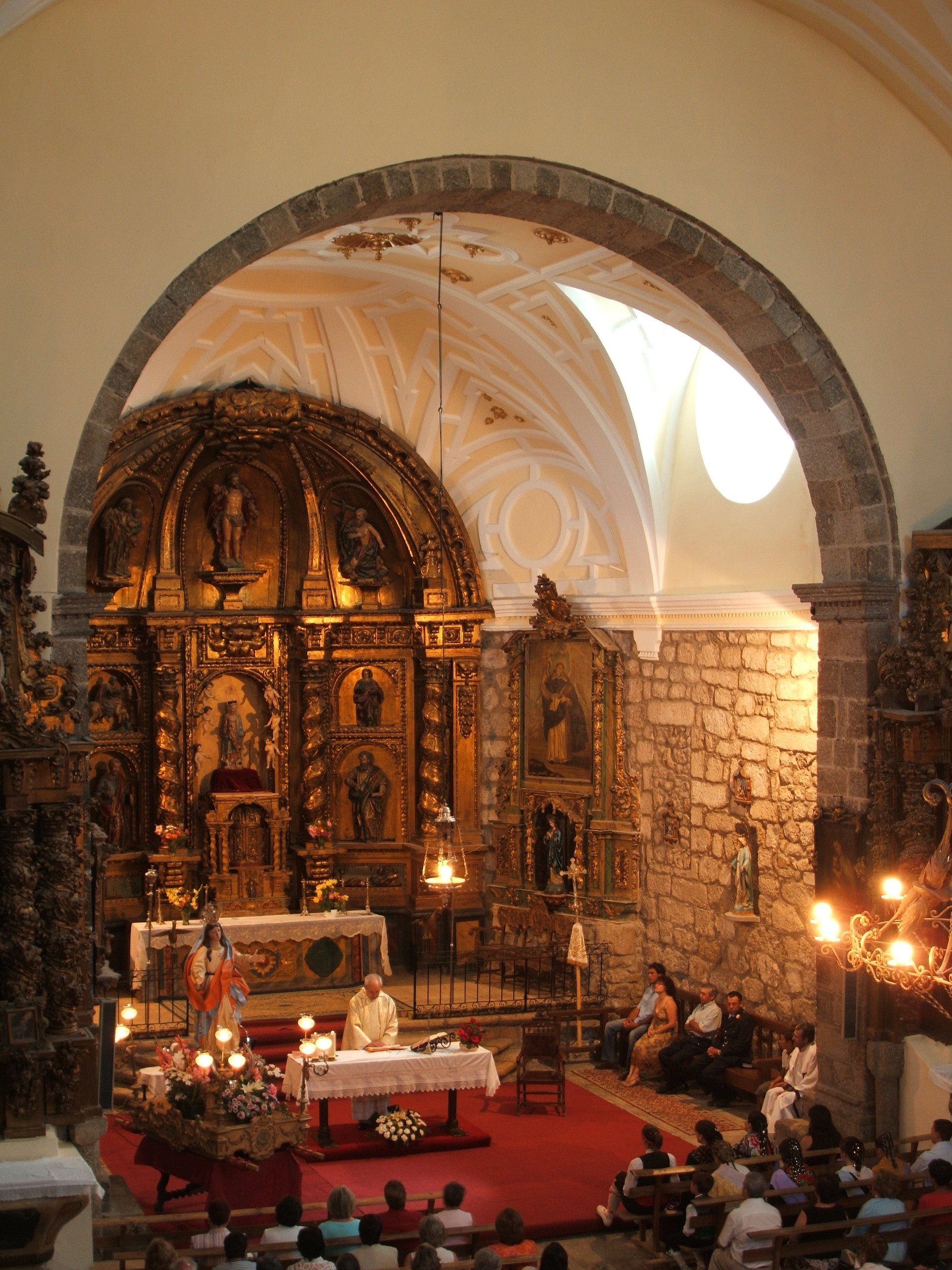
Messe de l'Assomption à Villafranca de la Sierra (Espagne).

L’Ordo missae (ordinaire de la messe) du Missel romain publié après le concile Vatican II veut apporter une clarification et une simplification par rapport aux cérémonies qui s'étaient progressivement accumulées dans le rite romain au cours des siècles. Par la constitution Sacrosanctum Concilium, les pères conciliaires, dans la lignée du mouvement liturgique, voulaient favoriser la mise en valeur du mystère de l'eucharistie en permettant une meilleure compréhension des rites, grâce, notamment, à certaines simplifications.
Les différences proviennent aussi bien de ce que l’Ordo missae oblige à faire, que de ce qu'il permet. Là où le rite romain était très précis et rigoureux, la liturgie restaurée introduit plus de choix de variantes en donnant des indications d'opportunité.
- La différence la plus évidente est que l'office peut être célébré en langue vernaculaire et non plus uniquement en latin. Le Concile, tout en demandant de conserver le latin, parle d'utiliser la langue du pays « surtout pour les lectures et la « prière commune », et, selon les conditions locales, aussi dans les parties qui reviennent au peuple » et ajoute que, si quelque part un emploi plus large de la langue du pays dans la messe semble opportun, la conférence épiscopale considérera ce qui peut opportunément être admis[4].
- « L’Église reconnaît dans le chant grégorien le chant propre de la liturgie romaine ; c’est donc lui qui, dans les actions liturgiques, toutes choses égales d’ailleurs, doit occuper la première place. Les autres genres de musique sacrée, mais surtout la polyphonie, ne sont nullement exclus de la célébration des offices divins, pourvu qu’ils s’accordent avec l’esprit de l’action liturgique »[5]. Ainsi on permet de remplacer le psaume responsorial marqué dans le lectionnaire de la messe par le chant (grégorien) du graduel, sans que cela soit une obligation[6].
- Alors que Sacrosanctum Concilium ne contenait pas cette demande, il est recommandé à présent que l'autel soit construit de manière à pouvoir en faire le tour pendant son encensement et éventuellement célébrer la messe face au peuple, mais cette orientation de la prière n'est pas une obligation. Les maîtres-autels sont traditionnellement bâtis face à l'Est : le soleil levant est le rappel de la résurrection. Les anciennes basiliques romaines (comme Saint-Pierre de Rome) ont la porte tournée vers l'Est : le célébrant se tourne donc vers le peuple pour faire face au soleil levant. Sauf à Rome, la majeure partie des églises étaient construites, avant le XVe siècle[7], avec le chœur à l'est : le prêtre face à l'autel regardait vers l'Est et était nécessairement dos au peuple[8]. La norme actuelle est de rappeler à la fois la forme de la « table eucharistique » et de l'autel du sacrifice. Ceci laisse libre l'orientation du célébrant, qui depuis plus de cinq siècles n'est plus astreint à se tourner vers l'Est ; maintenant il se place le plus souvent derrière l'autel, donc face au peuple. En tous les cas, le véritable critère de l'orientation de la prière à la messe n'est pas le peuple mais Dieu, vers lequel le célébrant se tourne spirituellement pour lui présenter le sacrifice de l'Église dont il est le ministre.
- Alors que Sacrosanctum Concilium ne contenait pas cette demande, la prière eucharistique est dite à haute voix (« voce clara »), ce qui est un retour à la pratique antique où cette prière était dite à voix normale. Le missel indique clairement quelles sont les prières que le prêtre dit en silence, mais recommande qu'il chante les parties de la prière eucharistique pour lesquelles le missel donne des notes musicales[9].

### L'édition de 2002
La seule expression universellement autorisée du rite romain de la messe actuellement en vigueur est la troisième édition typique du Missel romain en latin, révisé selon les normes du concile Vatican II et publié en 2002. (Une réimpression de la même édition en 2008 a corrigé quelques erreurs et a permis de choisir quelques autres formules d'envoi en lieu de l’Ite missa est.) Cette édition comporte de nombreux changements de détail par rapport aux éditions précédentes de 1969 et 1975, en particulier dans la Présentation générale du Missel romain qui décrit en détail la célébration de la messe.
Changements dans l'Ordo missae:
- Quelques prières eucharistiques additionnelles sont incorporées dans le Missel. Pendant que celles incluses dans l'Ordo missae et qui sont d'usage général restent toujours au nombre de quatre, on en a ajouté deux pour la réconciliation, une autre (qui contient quatre variantes de la préface et de l'intercession) pour circonstances particulières, et, en appendice, deux pour les messes célébrées avec des groupes d'enfants. Cet appendice a été omis dans la réimpression de 2008. La prière eucharistique pour des circonstances particulières était appelée parfois « prière eucharistique suisse », parce que sa version originale, désormais sévèrement retouchée, avait été composée à l'occasion du Synode suisse de 1972, et avait été officiellement autorisée par le Saint-Siège dans les territoires d'au moins 27 conférences épiscopales[11], mais son usage comme prière eucharistique ordinaire n'est plus permis.
- On a ajouté des nouvelles préfaces (martyrs, Marie Mère de l'Église), nouvelles messes (vigiles d'Épiphanie et de l'Ascension, plusieurs de Marie ; deux pour des circonstances particulières, quatre votives) et quelques oraisons nouvelles, en particulier des oraisons « sur le peuple » destinées à la conclusion des messes de Carême, selon un usage ancien restauré.

On a ajouté au sanctoral 22 célébrations absentes dans l'édition antérieure du Missel romain, dont onze avaient été ajoutées précédemment au calendrier romain général. Les onze nouvelles, trois sont de saints canonisés par le pape Jean-Paul II, sont facultatives.

### Texte et traductions
La traduction officielle en français de la Présentation générale du Missel romain de 2002 (troisième édition typique) a été publiée en avril 2008 et le texte se trouve sur le site du Saint-Siège. Les droits d'auteur de cette version sont détenus par l'Association épiscopale liturgique pour les pays francophones (AELF).
Le texte officiel actuel de la messe en latin est la troisième Editio typica (en) du Missel romain révisé, publiée en 2002 par Jean-Paul II après sa promulgation en 2000, puis reproduit avec des corrections et une mise à jour en 2008.

## Déroulement de la messe de Paul VI

### Ouverture de la célébration

#### Procession d'entrée

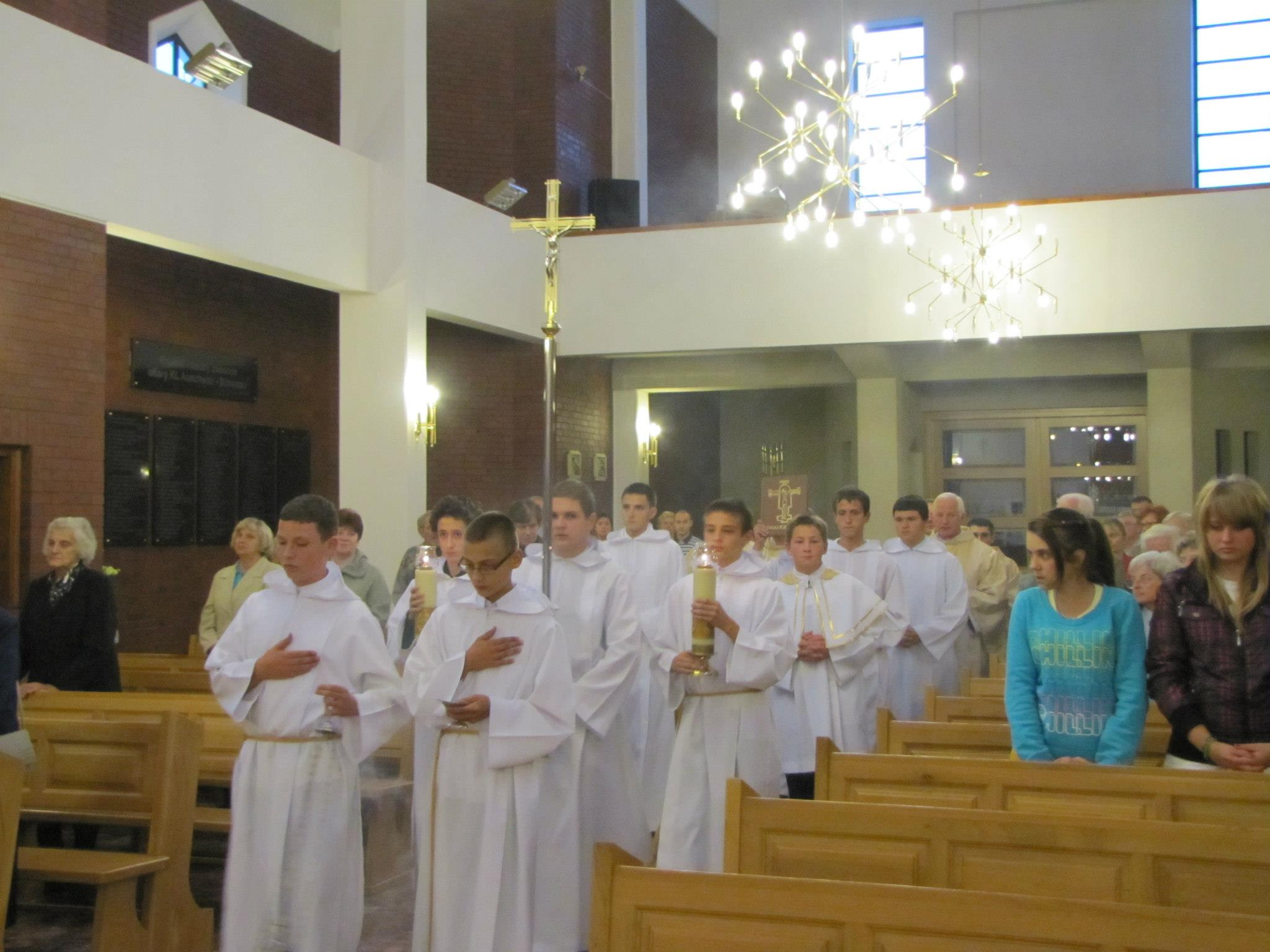
Procession d'entrée

Le prêtre se rend à l'autel en procession, précédé des clercs et servants de messe : accompagné du naviculaire, le thuriféraire qui balance son encensoir fumant ouvre la procession, si l´on emploie l´encens; sinon c'est le cruciféraire portant la croix de procession et les céroféraires l'encadrant et portant des cierges allumés qui précèdent la procession ; puis suivent les acolytes (porte-missel, porte-micro lorsque le prêtre qui préside la messe ne se tient pas à l'autel), un lecteur ou un diacre élevant l'évangéliaire ; les diacres puis les prêtres clôturent la procession, sauf lorsque la cérémonie est présidée par l'évêque. Dans ce cas, la procession des diacres, deux par deux et des prêtres concélébrants deux par deux, est clôturée par l'évêque coiffé de la mitre et portant la crosse, suivi un peu en arrière des porte-insignes (porte-mitre (de) à droite, porte-crosse (de) à gauche, équipés des vimpas) et du cérémoniaire qui l'assiste.
L'introït ou un chant en langue vernaculaire, qui peut le remplacer est exécuté par la chorale ou le peuple (seuls ou en alternance) ou par un chantre en alternance avec le peuple.

#### Salut à l'autel
Le cérémonial du salut à l'autel date du VIIIe siècle, l'encensement a été ajouté au XIIIe siècle.
Arrivés au sanctuaire de l'église, le prêtre et les ministres saluent l’autel, symbole du Christ. d’une inclination profonde ou, s'il y a dans le sanctuaire le tabernacle avec le Saint-Sacrement, ils font la génuflexion. Puis les ministres ordonnés vénèrent l'autel en le baisant et après, si cela est opportun, on encense la croix et l'autel.

#### Signe de croix, formule de salutation
La messe commence par le signe de croix, puis le prêtre salue l'assemblée par une formule du type « Que la grâce de Dieu le Père, l'amour de son fils Jésus-Christ et la communion du Saint-Esprit soient toujours avec vous » (Dominus Vobiscum) ou (si le célébrant est un évêque) « La paix soit à vous » (Pax vobis), l'assistance répond « Et avec votre esprit ». On manifeste ainsi « le mystère de l'Église rassemblée ».
Alors qu'il n'existe pas de tradition liturgique, Paul VI demande au Consilium que l'ouverture de chaque messe commence désormais par un signe de croix prononcé à haute voix par le célébrant.

#### Préparation pénitentielle
La préparation pénitentielle dérive des « prières au bas de l'autel », initialement réservées au prêtre et à ses ministres, et auxquelles l'assemblée était invitée à participer silencieusement durant les messes basses. Plusieurs formules sont utilisables : 
- Le Confiteor date du XIVe siècle et a été simplifié en 1969.
- La formule V/. Miserére nostri, Dómine R/. Quia peccávimus tibi. V/. Osténde nobis, Dómine, misericórdiam tuam. R/. Et salutáre tuum da nobis. Dans cette formule, le deuxième partie (Ps 84:8) était déjà utilisé par le forme tridentine du rite romain, dans l'oraison finale des prières au pied de l'autel. La première partie est en fait un assemblage hétérogène : le « verset » vient du Ps 122:3, mais la réponse est tirée de Jérémie (Je 14:20).
- Des tropes liés avec le chant Kyrie eleison. Cette formule rappelle les litanies, processions de pénitence précédant autrefois la messe et qui sont à l'origine de l'Introït et du Kyrie.

L'acte pénitentiel se conclut par une absolution non sacramentelle.
Le dimanche, surtout au temps pascal, le rite pénitentiel peut être remplacé par la bénédiction de l'eau et l'aspersion en mémoire du baptême.
Vient ensuite, sauf s'il a été utilisé dans le rite pénitentiel, le Kyrie (sans tropes): « Seigneur, prends pitié. O Christ, prends pitié. Seigneur, prends pitié », Normalement cette acclamation et imploration de miséricorde est exécutée par tous, avec une seule répétition, mais on permet de la répéter, pour divers motifs, davantage.
Le Kyrie marquait primitivement la réponse des litanies de la procession, et le début de la messe. L'invocation était répétée jusqu'à ce que le célébrant fasse signe de cesser. Le Kyrie a été introduit dans la Messe romaine à la fin du Ve siècle par le pape d'origine africaine saint Gélase Ier. Au VIe siècle, les répétitions furent fixées à neuf (trois fois Kyrie, trois fois Christe et trois fois Kyrie) en l'honneur de la Sainte-Trinité par Léon le grand, nombre accepté par Pie V au XVIe siècle. Paul VI a réduit les répétitions de chacune des trois invocations à deux de chaque, sauf si la mélodie en exige un nombre différent.

#### Gloria
Lors des fêtes et des solennités, des dimanches en dehors de l'Avent et du Carême, et dans des célébrations particulières plus solennelles, comme l'administration du sacrement de la Confirmation, on chante le « Gloria in excelsis Deo » (Gloire à Dieu, au plus haut des cieux). Le Gloria paraphrase le cantique des anges de la nuit de Noël. C'est une hymne très ancienne, dont l'auteur est inconnu. À l'origine prière des laudes composée par l'Église d'Orient, elle fut introduite dans la messe de la nuit de Noël au IIe siècle. Au VIe siècle, elle fut généralisée aux messes des dimanches, des fêtes et des martyrs (VIIIe siècle), d'abord uniquement quand elles étaient célébrées par les évêques, puis à partir du XIIe siècle par tout prêtre. Elle est entonnée par le prêtre ou par un chantre ou la chorale.

#### Collecte
Le prêtre invite à prier et, après un bref moment de silence, prononce la collecte, une prière d'ouverture qui exprime le caractère de la célébration. Elle est appelée collecte, parce qu'elle se dit au nom de tous les fidèles réunis et de la communauté chrétienne, et exprime précisément ce que l'Église demande dans l'office du jour.
Dans le rite romain du premier millénaire, chaque célébration liturgique n'avait qu'une seule collecte, ce dont témoignent les sacramentaires les plus antiques, puis on en a admis plusieurs. La réforme de 1969 a rétabli l'usage d'une seule collecte, une seule prière sur les offrandes et une seule prière après la communion.
Le prêtre conclut la collecte en mentionnant la Trinité, Père, Fils et Saint-Esprit, et le peuple y s'unit par un « Amen ».

### Liturgie de la Parole
Commencent alors les lectures : habituellement deux en semaine, trois les dimanches et les fêtes principales, y compris l’Évangile. Un extrait des Psaumes est chanté ou lu avec la participation du peuple. On se met debout pour la lecture de l'Évangile, qui est précédée par le chant de l'alléluia - remplacé pendant le Carême par une autre exclamation.
Primitivement, rien n'était réglé pour le choix des lectures. Jusqu'au concile de Trente, il existait plusieurs séries de « péricopes » constituant différents lectionnaires en usages dans différentes régions ecclésiastiques.

#### Changements en 1969
Le choix des lectures a été élargi, conformément aux orientations du concile Vatican II. Le lectionnaire temporal comporte dorénavant un cycle de trois années pour les dimanches (années A, B et C) et un autre de deux années pour les premières lectures des jours de semaine (années paires et impaires), auxquels il faut ajouter les lectures du lectionnaire sanctoral et du lectionnaire des rites particuliers (sépulture, baptême, mariages...). Aux dimanches et fêtes solennelles, les lectures avant l'Évangile sont deux au lieu d'une seule.
Si, avant Pie XII (qui a réduit les lectures), on lisait dans la messe 1 % de l'Ancien Testament et 16,5 % du Nouveau Testament, à partir de 1970 on lit aux dimanches et aux fêtes 13,5 % de l'Ancien Testament et 71,5 % du Nouveau.

#### Première lecture
Pendant le temps pascal, la première lecture n'est pas tirée de l'Ancien Testament, parce que « la tradition universelle est de ne pas le lire en ce temps qui évoque la nouveauté absolue du Christ ». Que ce soit le dimanche ou en semaine on lit donc les Actes des Apôtres. En dehors de ce Temps, la première lecture du lectionnaire dominical présente toujours des textes de l'Ancien Testament choisis avant tout pour leur correspondance avec les lectures du Nouveau Testament qu'on lit à la même messe, et spécialement avec l'Évangile. Cela vaut aussi pour la première lecture du lectionnaire férial dans les autres temps forts, mais pendant les 34 semaines du Temps ordinaire la première lecture est répartie sur un cycle de deux ans et fournit une lecture semi-continue des pages principales de l'Ancien et du Nouveau Testament.

#### Psaume responsorial
À Rome jusqu'au IVe siècle, on chantait à ce point un psaume entier avec un refrain chanté par le peuple. Après on a réduit le psaume à un ou deux versets et au même temps on a développé grandement la complexité de la musique. Surgit ainsi ce qu'on appelait le psaume graduel, qui remonte à Saint Célestin Ier. Étant très orné, il ne pouvait être chanté que par un ou deux chantres. Pour mieux se faire entendre, les chantres montaient sur les marches de l'ambon ou du jubé, d'où son nom de Graduel (du latin gradus, qui signifie marche ou degré). Dans le chant grégorien, la mélodie très ornée du graduel constitue la partie la plus musicale de la messe, c'est pourquoi le livre liturgique où sont réunis les chants du propre de la messe est appelé le Graduel.
Depuis le VIIe siècle, au temps pascal, le graduel est remplacé par un alléluia pascal.
La réforme liturgique a conduit à rétablir l'usage du chant du psaume complet, les antiennes associées au psaume étant simplifiées en conséquence. Il est toutefois permis d'utiliser le Graduel, à la place du psaume.

#### Seconde lecture
Dans les dimanches, les solennités et les fêtes du Seigneur on prévoit une seconde lecture, un texte du Nouveau Testament (épîtres apostoliques le plus souvent).

#### Séquence
Aux origines, le dernier Alléluia avant l'Évangile était suivi d'une longue suite de notes joyeuses chantées sans paroles, symbole des joies sans fin du paradis, que l'on appelait jubilus (chant de jubilation). À partir du XIIe siècle, la coutume s'introduisit d'y ajouter à certaines fêtes de nouvelles compositions en vers, d'origines non bibliques, appelées aussi parfois prose.
Les séquences (ou proses) étaient très répandues avant la révision de saint Pie V, qui en réduit le nombre à quatre : Victimæ paschali laudes pour Pâques, Veni Sancte Spiritus pour la Pentecôte, Lauda Sion pour la Fête-Dieu, Dies iræ pour la messe des morts, auxquelles s'ajouta le Stabat Mater en 1727 pour Notre-Dame des Sept Douleurs (15 septembre). L'actuel Missale Romanum ne contient plus la Dies irae et ne sont obligatoires que celles du jour de Pâques et de la Pentecôte.
La place de la séquence a beaucoup varié au cours du temps, placée tantôt avant, tantôt après l'Alleluia. L'édition 2002 du missel romain la place avant l'alléluia. La « séquence » ne présente aucun lien avec le contenu des lectures. Ce déplacement n'a d'autre but que de rendre à l'Alléluia son rôle d'introduction à la proclamation de l'évangile.

#### Acclamation avant l'Évangile
L'Alléluia (Louez le Seigneur) est un chant de joie et de triomphe, introduit par saint Damase pour le temps pascal. Saint Grégoire le Grand en étendit l'usage à tous les dimanches et fêtes, en dehors du carême. C'est une acclamation par laquelle l'assemblée accueille le Seigneur qui va leur parler dans l'Évangile.
Pendant le Carême, l'Alléluia est remplacé par un verset avant l’Évangile, qui se trouve dans le lectionnaire. On peut encore chanter un autre psaume ou "trait", tel qu’on le trouve dans le Graduel.

#### Évangile
La lecture de l'Évangile est entourée d’un grand nombre de rites. L'encensement rappelle qu’alors que toutes les lectures bibliques sont Parole de Dieu, dans l’Évangile on parle directement du Christ. Les acolytes encadrent le diacre avec leurs cierges, car cette parole est la lumière du monde. Le diacre proclame solennellement l’Évangile.
À la messe sans diacre, le prêtre prononce « Munda cor meum, ac lábia mea, omnípotens Deus, ut sanctum evangélium tuum digne váleam nuntiáre. » soit « Purifie mon cœur et mes lèvres, Dieu tout-puissant, pour que je puisse annoncer dignement ton saint évangile. » À la messe avec diacre, le diacre profondément incliné devant le prêtre, demande sa bénédiction, en disant à mi-voix: « Iube, domne, benedicere. » soit « Père, bénissez-moi. » Le prêtre le bénit en disant: « Dóminus sit in corde tuo et in lábiis tuis : ut digne et competénter annúnties Evangélium suum. In nómine Patris, et Fílii, + et Spíritus Sancti. » soit « Que le Seigneur soit dans ton cœur et sur tes lèvres : pour annoncer dignement et convenablement son Evangile. Au nom du Père, et du Fils, + et du Saint Esprit. » Le diacre fait sur lui-même le signe de la croix et répond : « Amen. »
La lecture de l'Évangile est précédée d'une procession qui date du VIIIe siècle, la prière de préparation n'a été ajoutée qu’au XIIIe siècle.
Pendant l'annonce de l'Evangile, le lecteur (prêtre ou diacre) fait un signe de croix avec le pouce sur le livre, et sur son front, sa bouche et sa poitrine. Charlemagne écrivait à son liturgiste Alcuin « Par cette croix, nous préservons notre cœur de mauvaises pensées, afin qu’il reste pur pour bien saisir les paroles du salut »[citation nécessaire]
À la fin de l'Évangile, le diacre prononce l'acclamation: V/. Verbum Domini R/. Laus tibi, Christe. V/. Parole du Seigneur. R/. Christ, louange à toi. Cette louange au Christ est anciennement attestée dans la liturgie, mais dans le forme tridentine du rite romain le diacre ne disait pas Verbum Domini. Seuls les fidèles acclamaient la finale de l'évangile par Laus tibi, Christe. Enfin, le lecteur vénère le livre par un baiser en disant à voix basse : « Per evangelica dicta deleantur nostra delicta. » soit « Que par les paroles de cet Évangile nos péchés soient effacés ».

#### Homélie
Le prêtre se rend ensuite à l'ambon et commence l'homélie, qui doit permettre une meilleure intériorisation de la liturgie du jour en puisant dans les lectures et leur explication mais aussi dans les rites liturgiques.
Le concile de Trente a prescrit aux pasteurs « d'expliquer fréquemment par eux-mêmes et par d'autres quelque partie de ce qui est lu à la Messe, et entre autres d'éclairer quelque aspect du mystère de ce très saint sacrifice ». « Bien que la Parole Divine, dans les lectures de la sainte` Écriture, s'adresse à tous les hommes de n'importe quelle époque, et leur soit intelligible, son efficacité est accrue par un exposé vivant, c’est-à-dire par l'homélie, qui fait partie de l'action liturgique ».
Pour autant, ce n'est qu'à partir de 1965 que l'homélie devient une partie intégrante de la messe trouvant sa place dans le Missel romain.

#### Profession de foi
Les dimanches et les solennités, suit le credo (profession de foi) après un temps de silence.
Jusqu'au Ve siècle, la messe n'avait pas de Credo. Il fut progressivement introduit dans les rites d'orient au cours du VIe siècle en réaction contre diverses hérésies. Le concile de Tolède demanda en 589 « Qu’on fasse retentir le Credo, par ce chant, la vraie foi s’affirme d’une façon éclatante, et l’âme des populations catholiques, revivant sa croyance, se prépare à recevoir la communion du corps et du sang du Christ ». Son usage se répandit au VIIIe siècle en Espagne puis aux pays francs, sous l'influence de Charlemagne qui le fit chanter après l'évangile. Il n'a pas été introduit dans la messe romaine qu'en 1014, pour le sacre de l'empereur Henri II : étant initialement destiné à combattre les hérésies, il ne convenait pas à la liturgie du siège apostolique, par nature orthodoxe. Il s'agissait alors du symbole de Nicée. Depuis l'édition de 2002 du Missel romain, il est possible d'utiliser à sa place, surtout dans le Carême et le Temps pascal, le symbole des apôtres, symbole baptismal de l'Église de Rome.

#### Prière universelle
Aux VIe et VIIe siècles, à Rome, la messe a comporté pendant un temps une prière des fidèles prononcée par le prêtre seul à partir de formulaires fixes rédigés et non improvisés en fonction des circonstances. Ces prières disparurent progressivement, remplacées par des litanies qui avaient la préférence des fidèles, ne laissant comme trace que les grandes oraisons du Vendredi Saint, et dans les autres jours de l'année la salutation Dominus vobiscum et l'invitation Oremus, sans aucune prière particulière, avant l'offertoire de la messe. Cependant, les prières traditionnelles dites « du prône », qui prirent place après le sermon à la fin du Moyen Âge, étaient toujours en usage dans certaines liturgies paroissiales. Ces prières ont subi de nombreuses variations suivant les diocèses. Le concile Vatican II a réintroduit la pratique de la Prière universelle ancienne ou Prière des fidèles, en la systématisant et lui apportant des innovations substantielles.
Le nom « Prière des fidèles » indique qu'ainsi on commençait ce qu'on appelait la messe des fidèles. Dans les premiers temps de l’Église, le diacre faisait se retirer les catéchumènes et les pénitents. Dans le rite byzantin, il subsiste une formule de renvoi des catéchumènes. Il ne restait dans l'église que les « fidèles » : c’est de ce fait que cette partie de la messe tenait son nom, tandis que la « messe des catéchumènes » se terminait par le sermon.

### Liturgie eucharistique
Après les rites initiaux et la Liturgie de la Parole vient la troisième partie de la messe, la Liturgie eucharistique, dans laquelle on répète les quatre actions du Christ à la Cène : il prit le pain, il rendit grâce, il le rompit, et le donna a ses disciples. À ces quatre actions correspondent la préparation des dons, la Prière eucharistique, la fraction du pain et la communion.

#### Le corporal
Le premier geste de la liturgie eucharistique est d'étendre sur l'autel un corporal, par respect pour le corps du Christ qui y sera posé. Déjà au IVe siècle, le pape saint Sylvestre demandait qu'il soit en lin « pour mieux représenter le suaire du Seigneur. »
Le format du corporal était beaucoup plus grand autrefois. Dans le plus ancien cérémonial (au VIIe siècle) on l'étendait d'un côté à l'autre de l'autel, comme une nappe. Par la suite, au cours du Moyen Âge, il pouvait être rabattu sur le calice de manière à le couvrir complètement à partir de l'offertoire. La pale et le voile de calice, introduits à la fin du Moyen Âge, sont en réalité des éléments disjoints de cet antique corporal.

#### Présentation des dons
(octobre 2019).
L'attention se concentre à l'autel, sur lequel on dépose le pain et le vin qui seront consacrés. Il est recommandé que ces dons soient apportés par les fidèles.
Primitivement, la présentation des dons était faite en silence. À partir du IVe siècle, elle fut accompagnée du chant de l'offertoire, composé généralement d'un psaume psalmodié sur un ton simple, et d'une antienne que l'on répétait comme refrain à chaque verset. Lorsque la procession d'offrande fut supprimée au XIe siècle, le chant d'offertoire fut réduit à son antienne.
Les quêtes qui se font à cette partie de la messe sont un souvenir de l'ancienne offrande, où les fidèles apportaient non seulement le pain et le vin du sacrifice, mais également toute sorte d'objets qui devaient servir à l'entretien du culte et du clergé, ou bien des pauvres.

#### Prières du prêtre
La réforme issue de Vatican II a supprimé des prières et des invocations qui faisaient double emploi avec la prière eucharistique et dont certaines avaient une tournure d'épiclèse. Elle a également corrigé l'ambiguïté du terme « offertoire » qui désignait auparavant cette partie de la messe : elle se nomme désormais « préparation des dons ».
Le prêtre dépose le pain et le vin sur l'autel, en accompagnant ce geste avec un texte (« Tu es béni, Dieu de l'univers… ») directement inspiré par des formules de bénédiction juives. En absence d'un chant d'offertoire, le prêtre peut prononcer ces prières à haute voix. Dans ce cas, l'assemblée clame : « Béni soit Dieu, maintenant et toujours. »
Avant de déposer sur l'autel le calice contenant le vin, il y verse un peu d'eau, ce qui symbolise l'union de la divinité et de l'humanité dans le Christ et dans les fidèles.

#### Encensement

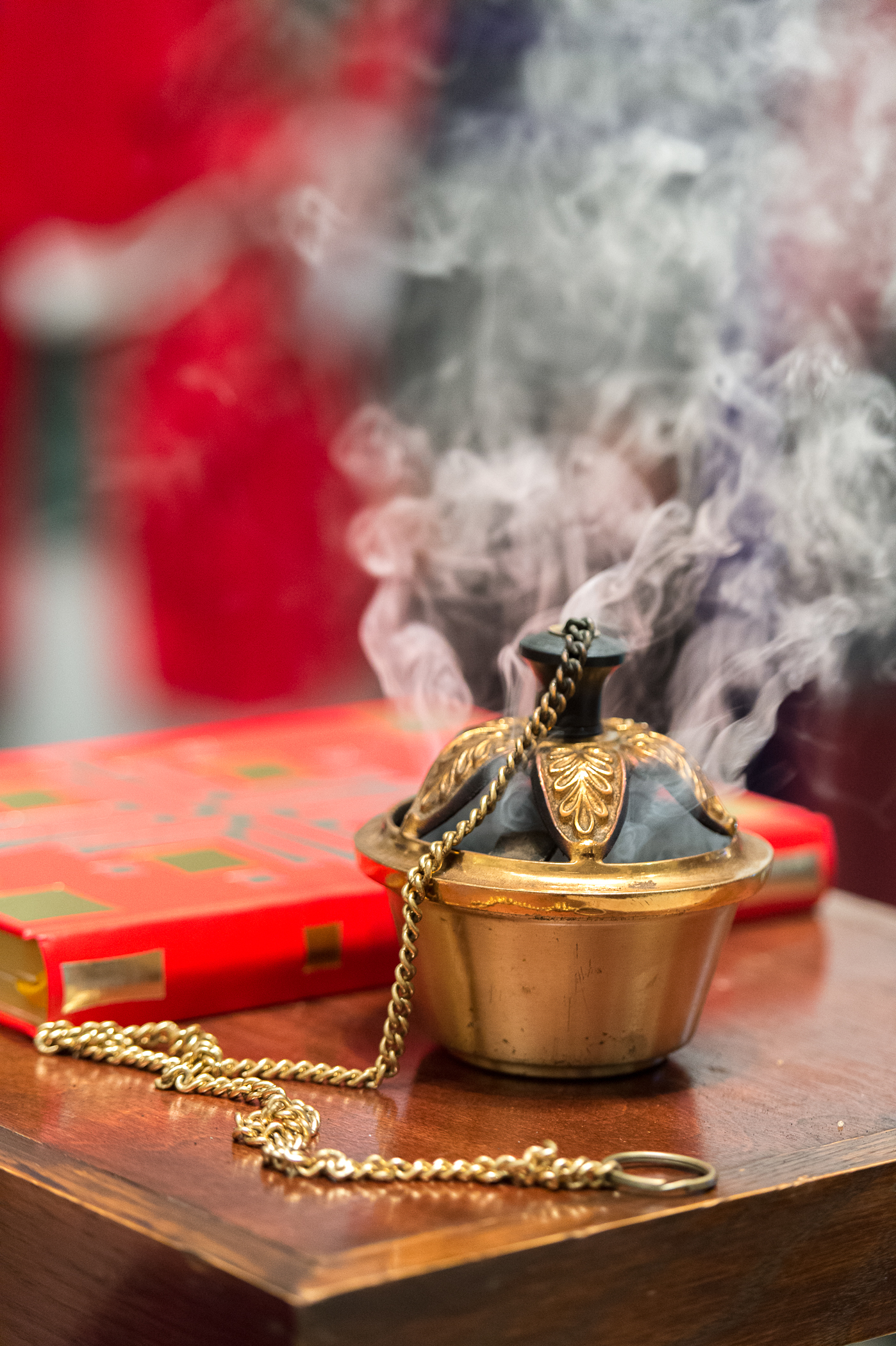
Un encensoir lors d'une messe rouge à l'université Villanova (Pennsylvanie).

Le prêtre peut encenser les dons, le crucifix et l'autel. Après cet encensement, le diacre ou un autre ministre encense le prêtre, à cause de son ministère sacré, et le peuple, en raison de sa dignité baptismale.
L'encensement est une geste d'adoration quand il est offert à Dieu et une marque d'honneur dont on entoure les personnes et les objets qui sont offerts à Dieu ou qui lui offrent le sacrifice. À travers l'encensement, c'est toujours Dieu que l'on honore. En encensant les hommes, l'Église honore la créature que Dieu a faite à son image. Ainsi, on encense le prêtre parce qu'il offre le sacrifice eucharistique in persona Christi ; on encense le clergé et les fidèles parce qu'ils sont les temples du Saint-Esprit et les prêtres du sacrifice spirituel offert sur l'autel de leur vie, sommet de l'action liturgique et consommation dans l'unité du sacrifice eucharistique.
De plus, l'encens est ici le symbole de la prière qui monte vers Dieu. L'encensement des offrandes ne date que du XIIIe siècle. Les prières à voix basse qui l'accompagnaient sont devenues facultatives dans le missel de Paul VI.
Après ce rite, vient prendre place le lavabo : en récitant le verset 4 du psaume 51, le prêtre reconnaît son indignité et demande à Dieu la purification.

#### Orate fratres
Au lieu d'introduire la prière sur les offrandes par un simple « Oremus », le prêtre prononçait la formule Orate, fratres... (« Priez, mes frères... »), qui est devenue « Prions ensemble, au moment d'offrir le sacrifice de toute l'Église » et à laquelle l'assemblée répond : « Pour la gloire de Dieu et le salut du monde. ». La traduction a ensuite été révisée en « Priez, frères et sœurs : que mon sacrifice qui est aussi le vôtre soit agréable à Dieu le Père tout-puissant. » et à laquelle l'assemblée répond : « Que le Seigneur reçoive de vos mains ce sacrifice à la louange et à la gloire de son nom, pour notre bien et celui de toute l'Église. ».
L'Orate fratres date du IXe siècle et son texte fut fixé au XIIIe siècle dans le Missel romain.

#### Prière sur les offrandes
Dans la messe primitive, les prières du Canon étaient dites à haute voix, et l'autel restait constamment visible. Au Ve siècle, par respect pour l'Eucharistie, on commença à dire ces prières à voix basse, et l'autel était alors caché par des rideaux ou des cloisons. Ce rite de séparation entre le prêtre et l'assemblée a été maintenu dans la plupart des rites orientaux, où l'autel est abrité derrière une cloison décorée d'icônes, nommée iconostase. La prière sur les offrandes était appelée oratio super oblata post secreta, c’est-à-dire « prière sur les offrandes après la séparation », d'où son nom de « secrète ». Mais cette étymologie n'est pas certaine. Secreta signifie aussi ce qui a été mis à part, désignant de la sorte le pain et le vin prélevés par les diacres sur les offrandes des fidèles pour le saint sacrifice. La prière sur les offrandes était encore dite à voix basse dans la forme tridentine. Elle est dite à voix haute depuis la réforme liturgique de Paul VI, cette demande n'étant toutefois pas présente dans Sacrosanctum Concilium.

### Prière eucharistique
La prière eucharistique, appelée aussi l'anaphore, est « le sommet de toute la célébration ».
Les maîtres-autels étaient bâtis face à l'Est : le soleil levant est le rappel de la résurrection. Les anciennes basiliques romaine (comme Saint-Pierre de Rome) ont la porte tournée vers l'Est : le célébrant se tourne donc vers le peuple. La majeure partie des églises sont construites avec le chœur à l'est : le prêtre face à l'autel était nécessairement dos au peuple. La norme moderne est de rappeler à fois la forme de la « table eucharistique » et de l'autel du sacrifice. Ceci laisse libre l'orientation du célébrant, qui n'est plus astreint à se tourner vers l'est (ad orientem); il place le plus souvent derrière l'autel, donc face au peuple.

#### Préface
Le prêtre commence la prière eucharistique en dialoguant avec l'assemblée. Après la salutation Dominus Vobiscum (Le Seigneur soit avec vous) et la réponse Et cum spiritu tuo (Et avec votre esprit), il indique quels doivent être les sentiments du peuple qui entre alors dans la célébration du mystère eucharistique. Sursum corda - Habemus ad Dominum (Élevons notre cœur - Nous le tournons vers le Seigneur), Gratias agamus Domino Deo nostro - Dignum et iustum est (Rendons grâce au Seigneur notre Dieu - Cela est juste et bon.)
Le dialogue de la préface se trouve dans toutes les liturgies d'orient et d'occident, depuis au moins le IIIe siècle.
La préface est un chant de gratitude pour ses bienfaits, surtout ceux qui ont relation avec la fête du jour. Elle est présente dès la messe primitive, et peut être même dès la liturgie juive. Au XIe siècle, la liturgie romaine en réduisit le nombre, qui se stabilisa à une quinzaine dans le missel tridentin (une préface commune, quatre du temps, trois du commun et sept propres). La très belle préface des défunts fut instaurée par saint Pie X. Le missel de Paul VI, tout en conservant les préfaces traditionnelles, en a considérablement étendu le nombre soit par reprise de préfaces anciennes utilisées localement, soit par création.
Il existe d'autres préfaces dans les propres nationaux ou diocésains : saint Augustin et saint Cyprien en Afrique du Nord, saint Willibrord au Luxembourg; et dans les missels des religieux : Notre-Dame du mont-Carmel, les deux saintes Thérèse et saint Jean de la Croix (Carmes), saint Dominique (Dominicains), saint François (Franciscains), sainte Louise de Marillac et saint Vincent de Paul (Lazaristes) etc.
En introduction, le prêtre s'adresse dans la préface à Dieu pour le remercier et lui rendre grâce, généralement par l'intercession du Fils. Cette partie est peu variable. Les préfaces pascales ont une ouverture propre, et une conclusion qu’elles partagent avec celles de l’Ascension.
Le corps de la préface est très variable, pour s'adapter au temps liturgique ou à la fête. Ces formules, du moins celles des plus anciennes, sont concises, mais riches de doctrine théologiques. Elles décrivent le mystère particulier que l'on découvre dans la liturgie du jour.
En conclusion, et pour introduire le Sanctus, les préfaces évoquent la louange des anges, qui ne cesse jamais et à laquelle nous nous unissons à la Messe. Les conclusions sont variables, mais assez similaires dans leur construction. Une conclusion fréquente est :
« Et ídeo cum Ángelis et Archángelis, cum Thronis et Dominatiónibus / cumque omni milítia cæléstis exércitus / hymnum glóriæ tuæ cánimus, sine fine dicéntes : » 
C'est pourquoi avec les anges et les archanges, avec les trônes et les dominations, avec toute la milice de l'armée céleste, nous chantons l'hymne de ta gloire et sans fin nous proclamons :
C'est une tradition de l'Église, depuis le VIIe siècle, de reconnaître que les anges sont groupés en neuf chœurs (Séraphins, Chérubins, Trônes, Dominations, Principautés, Puissances, Vertus, Archanges et Anges), et les différentes préfaces nomment les uns ou les autres.

#### Sanctus
Le Sanctus est le cantique de la liturgie céleste (Ap 4:8). La première partie de ce chant vient du prophète Isaïe (Is 6:3), qui a entendu les Séraphins le chanter devant le Seigneur, Sabaoth, c’est-à-dire seigneur des armées célestes, qui exécutent ses ordres pour gouverner l'univers. La deuxième partie vient de l'acclamation des rameaux (Mt 21:9).
Le Sanctus se trouve dans toutes les liturgies orientales et latines. Il a été introduit dans la messe dès le IIe siècle, et sa forme n'a pratiquement pas changé.

#### Corps central de la prière eucharistique

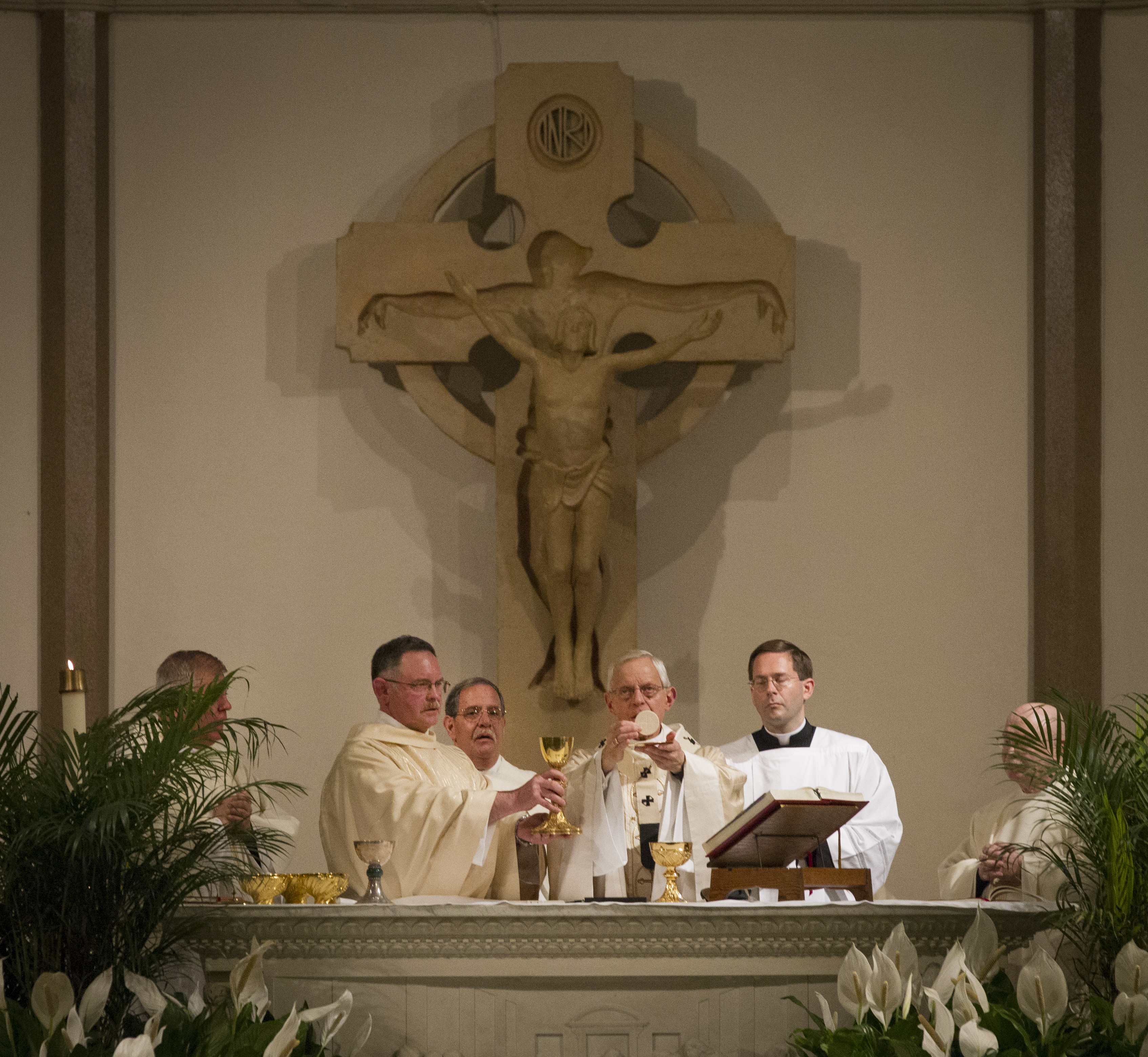
L'élevation après la consécration lors d'une messe à Washington.

La tradition occidentale romaine ne connaissait que le canon romain, qui est constitué entièrement depuis saint Grégoire (au VIe siècle), mais certaines prières qui le composent peuvent remonter jusqu'au IIIe siècle. Il était la seule prière eucharistique du rite romain entre le concile de Trente et le concile Vatican II et donc la seule qu'on utilise dans les célébrations selon le Missel romain de 1962.
La réforme liturgique de Paul VI a introduit trois autres prières eucharistiques, rédigées de toutes pièces pour l'occasion avec beaucoup de soin. La seconde est inspirée à l'anaphore d'Hippolyte mais « il ne s'agit pas d'une sorte de réédition ». Des autres qui ont été approuvées par des conférences épiscopales une, légèrement corrigée, a été insérée dans le Missel romain de 2002 en quatre formes qui peuvent être utilisées dans les messes pour des nécessités particulières.
L'usage de dire le canon à voix basse est antérieur au IXe siècle. La réforme liturgique de 1969 ne distingue pas en cet égard entre la préface et ce qui est décrit comme la continuation de la prière eucharistique, que le prêtre commence par le dialogue avant la préface, et déclare : « Il convient tout à fait que le prêtre chante les parties de la Prière eucharistique mises en musique ».
Les prières eucharistiques du rite romain contiennent les éléments suivants :
- l'action de grâce (prière de remerciement, sens premier du mot eucharistie)
- l’épiclèse : l'Église demande au Père d'envoyer son Esprit Saint (ou, dans le canon romain, la puissance de sa bénédiction) sur le pain et le vin afin qu’ils deviennent, par sa puissance, le Corps et le Sang de Jésus-Christ, et que ceux qui prennent part à l’Eucharistie soient un seul corps et un seul esprit.
- le récit de l'institution (la consécration) : « la force des paroles et de l’action du Christ, et la puissance de l’Esprit Saint, rendent sacramentellement présents sous les espèces du pain et du vin son Corps et son Sang, son sacrifice offert sur la croix une fois pour toutes »[40].
- l’anamnèse : « l’Église fait mémoire de la passion, de la résurrection et du retour glorieux du Christ Jésus ; elle présente au Père l’offrande de son Fils qui nous réconcilie avec Lui »[41].
- les intercessions : « l’Église exprime que l’Eucharistie est célébrée en communion avec toute l’Église du ciel et de la terre, des vivants et des défunts, et dans la communion avec les pasteurs de l’Église, le Pape, l’évêque du diocèse, son presbyterium et ses diacres, et tous les évêques du monde entier avec leurs églises »[41] et prie pour le vivants et les morts.

#### Usages autour de la consécration
Un ministre sonne la clochette, si cela est opportun, un peu avant la consécration pour avertir les fidèles, qui, s'il est possible, doivent se mettre à genoux. Ceux qui ne s’agenouillent pas pour la consécration feront une inclination profonde pendant que le prêtre fait la génuflexion après la consécration. Dans certains endroits il est coutume que le peuple demeure en genoux depuis la fin du Sanctus jusqu'à la fin de la prière eucharistique.
Quand le prêtre montre l’hostie et le calice au peuple après la consécration, on sonne également, conformément aux usages de chaque endroit, la clochette à chaque élévation et un autre ministre les encense, si l'on emploie l'encens.
Les génuflexions à la consécration se généralisèrent au XIe siècle. L'élévation de l'hostie, pour que les fidèles puissent voir et contempler le pain transsubstantié en le très saint corps du Christ, est connue depuis la fin du XIIe siècle. L'élévation du calice n'est généralisée qu'à partir du XIVe siècle
L'incise paulienne (ceci est mon corps « livré pour vous », d'après 1Co 11-24) a été introduite par la réforme de Paul VI, comme rappel du caractère sacrificiel de la passion, et de la Messe qui en est le mémorial ou actualisation sacramentelle.
L'incise « mysterium fidei », qui se trouve au milieu de la consécration du vin dans le Missel romain de forme tridentine, n'appartient pas au canon grégorien primitif, mais fut introduite vers le VIIe siècle. Elle a été déplacée à la fin de la consécration par la réforme de Paul VI, comme introduction à l'acclamation post-consécratoire.
Dans certains rites anciens, comme le rite cartusien, le prêtre étend largement les bras, en forme de croix après la consécration, en représentant ainsi la passion et la mort du Christ.

#### Doxologie finale
La prière eucharistique se termine par une doxologie solennelle, qui s'inscrit dans la continuité de l'Écriture : Romains 9, 5 et 11, 36 ; et Apocalypse 4, 11 et 19, 1 Le prêtre la prononce en élevant le calice dans sa main droite, la patène contenant l'hostie dans sa main gauche. Si un diacre assiste, il élève le calice, tandis que le prêtre élève la patène. L'assemblée répond « Amen », en signifiant ainsi l’adhésion du peuple chrétien à la grande prière d'action de grâce, comme déjà à Rome au temps de Justin Martyr, au milieu du deuxième siècle, « les prières et l'action de grâces terminées, tout le peuple s'écrie: Amen ! Amen, en langue hébraïque, signifie, ainsi soit-il ».

### Communion

#### Oraison dominicale

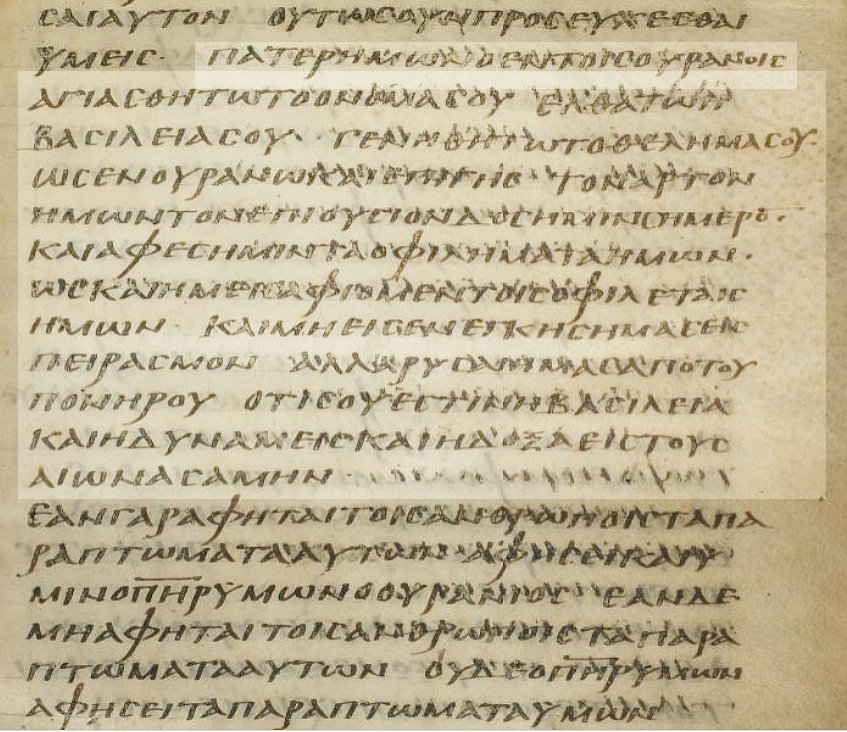
Le texte du Notre Père dans le Codex Washingtonianus, Ve siècle.

Le Notre Père (ou Pater Noster), chanté ou dit par le prêtre et les fidèles, ainsi manifestant l'unité de l'Église malgré la diversité des membres, sert de prière préparatoire à la communion depuis le IVe siècle. La version du Pater est adaptée de celle de Matthieu (6:9-13). Il fut placé à la suite du Canon par saint Grégoire le Grand, qui fixa également l'introduction et l'embolisme ("Délivre-nous de tout mal, Seigneur...") qui le suit et qui développe la dernière demande du Notre Père.
Avant le concile Vatican II, les fidèles (ou les servants ou le chœur) ne disaient que cette dernière demande, sed libera nos a malo : le prêtre disait ou chantait tout le reste de l'oraison dominicale, et récitait l'embolisme en silence.
La réforme de Vatican II a ajouté une acclamation des fidèles (« Car c'est à toi qu'appartiennent... »), qui est en usage dans plusieurs liturgies comme doxologie après le Pater.

#### Rite de la paix
La prière Domine Iesu Christe, qui dixisti apostolis tuis demandant la paix et l'unité pour l’Église était en usage à Rome dès le Ve siècle. Cette formulation date du Xe siècle et est originaire de France. Elle a été fixée dans le missel par Pie V immédiatement avant le rite de la paix.
Le baiser de paix est de tradition apostolique (Rm 16:16). Durant les premiers siècles, le baiser de paix se donnait avant l'Offertoire, en souvenir du commandement du Christ « Avant de présenter ton offrande à l'autel, va te réconcilier avec ton frère ». Les liturgies orientales en ont conservé la tradition. Initialement à l'offertoire dans le rite romain, il fut placé avant la communion au IVe siècle, puis après l'Agnus au VIIIe siècle, et finalement réservé aux clercs à partir du XIIIe siècle.
Dans la forme tridentine du rite romain le baiser de paix ne s'échange que dans la messe solennelle et uniquement parmi le clergé : le célébrant baise l’autel (car la paix vient du Christ), puis donne la paix au diacre. Celui-ci la transmet alors au sous-diacre et au reste du chœur.
Dans la forme instituée en 1969 le prêtre rappelle qu'il s'agit de la paix du Christ et non une paix humaine et transmet cette paix du Christ à tous : Pax Domini sit semper vobiscum. Puis il peut éventuellement inviter l'assemblée à échanger un geste de paix dans le calme et sans déplacement, chacun avec son voisin, et il peut également échanger un geste de paix avec le diacre ou le ministre et éventuellement avec des concélébrants.

#### Fraction du pain
La « fraction du pain » est une expression qui a longtemps désigné l'Eucharistie, et est présente dès les temps apostoliques (Ac 2:42). La fraction était une nécessité pratique afin de partager le pain consacré pour la communion des fidèles. « Le geste de la fraction, accompli par le Christ à la dernière Cène et qui a donné son nom à toute l’action eucharistique à l´âge apostolique, signifie que les multiples fidèles, dans la communion à l´unique pain de vie, qui est le Christ, mort et ressuscité pour le salut du monde, deviennent un seul Corps (1 Co 10, 17) ».
Le prêtre met dans le calice une parcelle de l’hostie, « pour signifier l’unité du Corps et du Sang du Seigneur dans l’œuvre du salut, c’est-à-dire le Corps du Christ Jésus vivant et glorieux ». Cette rite (la commixtion) rappelle un rite ancien où cette parcelle était envoyée par l’évêque à chacun de ses prêtres comme signe de l'unité entre toutes leurs célébrations avec la messe de l'évêque.
La fraction du pain est accompagnée par l’invocation Agnus Dei chantée par la chorale ou le chantre ou le peuple, ou bien elle est dite à haute voix.
L'Agnus Dei a été introduit dans la liturgie romaine par le pape Serge Ier à la fin du VIIe siècle peut-être en réaction contre le Concile in Trullo, qui défendit les peintures du Christ comme l'agneau. De semblable dans les autres rites il n'y a que la phrase dite (une seule fois) par le prêtre, avant de se communier, dans la liturgie de saint Jacques : « Voici l'Agneau de Dieu, le Fils du Père, qui enlève le péché du monde, sacrifié pour la vie et la salut du monde » et dans la liturgie de saint Jean Chrysostome, le mot « agneau » désigne l'hostie.
L'Agnus Dei est chanté ou dit trois fois depuis le Xe siècle. La dernière répétition, demandant la paix, a été prescrite au XIe siècle, à cause de troubles graves dans l'Église, pour préparer au baiser de paix qui la suivait déjà à cette époque. L'usage de se frapper la poitrine à chaque invocation remonte au XVe siècle. Il n'est plus mentionné par la réforme liturgique de Paul VI.

#### Communion des fidèles
Avant la réforme liturgique, la communion décrite dans le Missel romain se limitait à celle du prêtre. Autrefois, la communion des fidèles était assez exceptionnelle, et faisait l'objet d'un « Ordo Administrandi Sacram Communionem Intra Missam » venant en complément à la communion du célébrant. Cet ordo comprenait un acte de pénitence (pendant la communion du célébrant), et une répétition de l'invocation Domine, non sum dignus (après celle déjà faite par le célébrant). La participation systématique des fidèles à l'eucharistie ayant été encouragée, ce double ordo était devenu artificiel, et la réforme liturgique de Vatican II a établi l'unité et la cohérence de la communion : la communion du célébrant a été déplacée après les invocations, et précède immédiatement celle de l'assemblée.
Les deux « prières avant la communion » (Domine Iesu Christe et Perceptio Corporis tui), que le prêtre prononce silencieusement après l'Agnus Dei, proviennent des formules médiévales de dévotion privées avant la communion. La première était déjà recommandée par Alcuin, le liturgiste de Charlemagne ; la deuxième date du Xe siècle. Les deux sont prescrites par le missel de saint Pie V (et de Jean XXIII). Le missel de Paul V permet au prêtre de choisir ou l'une ou l'autre.
Par le Ecce Agnus Dei, le prêtre, avant de communier, présente le Très Saint Sacrement aux fidèles en les invitant au banquet eucharistique, et tous répétent les paroles du centurion de Capharnaüm, « Domine, non sum dignus ut intres sub tectum meum, sed tantum dic verbo et sanabitur anima mea » (Math 8, 8) (Seigneur, je ne suis pas digne que tu entres sous mon toit, mais dis seulement une parole et mon âme sera guérie).
On commence alors le chant de communion ou, s'il n'y a pas de chant, on dit l'antienne proposée dans le Missel romain.
Pendant les premiers siècles, la communion était reçue à la main. La communion à la bouche (et à genoux) se répandit à partir du IXe siècle, pour manifester le respect dû à la présence divine.
Depuis le XIIIe siècle, pour des raisons pratiques et par égard au Saint Sacrement, les fidèles ne communient plus habituellement au Sang du Christ. Le concile de Constance fixa en 1415 que la communion n'aurait lieu que sous l'espèce du pain. Celui de Vatican II a rétabli l'usage de la communion sous les deux espèces dans certaines circonstances solennelles. Même sous une seule des deux espèces on reçoit le Christ tout entier, sans aucun manque.

#### Prière après la communion
De même que pour la collecte, mais pas pour la prière sur les offrandes, cette troisième oraison présidentielle était autrefois précédée par le dialogue « Dominus vobiscum / et cum spiritu tuo », mais la réforme liturgique de 1969 lui fait précéder uniquement par un « Oremus » et un moment de silence et de recueillement.

### Rites de conclusion
La prière après la communion est suivie par de brèves annonces, « si elles sont nécessaires ».
Après le concile de Trente et jusqu'au XXe siècle, ces annonces étaient faites après l'homélie ou, à défaut, au début des prières du prône, seul moment où le célébrant s'adressait directement à l'assemblée dans leur langue.
Le salut à l'assemblée et le renvoi sont attestés dès le IVe siècle dans la messe romaine.
Avant de renvoyer l'assemblée, le prêtre donne une bénédiction, qui peut être simple ou solennelle ou encore précédée d'une prière sur le peuple (dans ce cas le diacre demande à l'assemblée de s'incliner).

#### Oraison sur le peuple
L'oraison sur le peuple (super populum) n'apparaît que tardivement, au Ve siècle. Dans les premiers siècles, cette oraison servait de bénédiction finale avant le départ des fidèles. Peu à peu, avec l'introduction de la bénédiction finale, l'oraison ne fut plus dite qu'en carême, les jours de semaine, comme on voit dans le missel de Pie V, évolution consacrée par la réforme grégorienne. Depuis la réforme de Vatican II, cette oraison peut se dire également en dehors du carême.

#### Bénédiction finale
Dans les premiers siècles, il n'y avait pas de rite de bénédiction à la fin de la messe, seul l'évêque bénissait les fidèles sur le trajet de la sacristie. Vers le Xe siècle, l'évêque prit l'habitude de donner la bénédiction avant de quitter l'autel, puis les prêtres l'imitèrent. C'est ce qui explique que la bénédiction, qui a fini par être incorporée dans le rite de la Messe, était initialement donnée après le Ite missa est. Elle a été placée avant le renvoi par la réforme liturgique de Vatican II.
Une formule de bénédiction réservée à l'évêque commence par l'introduction « Adiutorium nostrum… Sit nomen Domini benedictum ». Les éditions les plus récentes du Cérémonial des évêques contiennent encore cette manière de donner la bénédiction épiscopale mais la mettent en seconde position après une alternative plus simple.

#### Envoi
Le diacre (ou le prêtre) renvoie alors l’assemblée par la formule qui a donné son nom à la messe : Ite, missa est veut dire littéralement « allez, c’est l’envoi ».
La formule Ite missa est est un véritable envoi de toute l'assemblée en mission « afin que chacun rayonne le message du salut qu'il est heureux d'avoir entendu » (Jean-Paul II).

## Critique de la réforme liturgique
Il existe deux formes distinctes de critiques de la réforme liturgique : les critiques du texte du missel révisé, et les critiques des façons dont le rite est célébré dans la pratique.

### Critiques du texte du Missel
Les cardinaux Alfredo Ottaviani et Antonio Bacci remettent fin 1969 un document au pape Paul VI : le Bref examen critique du nouvel Ordo Missae.
Dans son introduction de l'édition française de La réforme de la liturgie romaine de Klaus Gamber (en), le cardinal Joseph Ratzinger (futur Benoît XVI), déclarait : « À la place de la liturgie fruit d'un développement continu, est venue la liturgie fabriquée. Nous avons abandonné le processus organique et vivant de croissance et de développement au cours des siècles et l'avons remplacé – à la manière de la production technique – par une fabrication, produit banal de l’instant »,. Plus tard, devenu pape, il écrira : « Il n'y a pas de contradiction entre les deux éditions du Missel romain. Dans l'histoire de la liturgie, il y a croissance et progrès, mais pas de rupture. »
La Fraternité sacerdotale Saint-Pie-X soutient que la promulgation de la nouvelle liturgie est certainement illégitime en raison de nombreux points non conformes à la théologie catholique et condamnés mainte fois par l'Église. Nous pouvons recenser :
la langue vernaculaire, l'ajout de trois nouvelles « prières eucharistiques » inventées par six pasteurs protestants, le nombre de génuflexions réduit à trois, la communion dans la main, etc..